# Cleft Island
Cleft Island (von englisch cleft ‚Spalt, Riss‘; norwegisch Lorten, übersetzt Hundehaufen) ist eine kleine Insel im südlichen Abschnitt der Prydz Bay an der Küste des ostantarktischen Prinzessin-Elisabeth-Lands. Sie liegt nördlich der Inselgruppe Bølingen und 4 km südöstlich von Lichen Island.
Norwegische Kartografen, die sie auch deskriptiv benannten, kartierten sie anhand von Luftaufnahmen, die bei der Lars-Christensen-Expedition 1936/37 entstanden. Australische Wissenschaftler besuchten sie am 18. Februar 1966 im Rahmen der Australian National Antarctic Research Expeditions. Sie benannten sie nach dem 6 m breiten natürlichen Kanal, der die Insel durchzieht.